# Bichak
Le bichak est une pâtisserie farcie cuite au four ou frite qui se présente sous différentes formes (ronde, triangle, quadrilatère), un apéritif ou un repas similaire à un chausson, servi dans les cuisines d'Asie centrale, notamment la cuisine ouzbèke, la cuisine tadjike, la cuisine afghane, la cuisine du Moyen-Orient et la cuisine du Maghreb, notamment la cuisine marocaine. Le bichak prend souvent la forme de pâtisseries triangulaires, disponibles en versions sucrées et salées, destinées à être servies en entrée ou avec une tasse de thé ou de café. Le bichak peut être farci de citrouille, de légumes et de confiture pour un goût sucré, ou de viande et de fromage pour un ajout savoureux à un déjeuner. Le bichak est également populaire car il peut être préparé en grande quantité. C'est un plat traditionnel pour les fêtes juives de Roch Hachana et Souccot. Pour les repas laitiers casher, le bichak farci de citrouille ou de fromage est servi avec du yaourt ou de la crème aigre. 